# ジェイデン・ボーグル
ジェイデン・イアン・ボーグル（Jayden Ian Bogle, 2000年7月27日 - ）は、イングランド・バークシャー州レディング出身のサッカー選手。EFLチャンピオンシップ・リーズ・ユナイテッドFC所属。ポジションはDF。

## クラブ経歴
地元レディングFCのユースアカデミーから、スウィンドン・タウンFCを経て、2016年1月にダービー・カウンティFCのユースチームに入団。ユースリーグでのプレーを経て、2018年にトップチームに昇格。当時の監督フランク・ランパードによって抜擢される。8月18日のEFLチャンピオンシップ (2部リーグ)のミルウォールFC戦でプロデビュー。以降先発に定着し、9月27日にはダービーと2022年までの契約を締結。プロ1年目は43試合2ゴールを記録。チームは6位に入り、昇格プレーオフ出場権を獲得。準決勝でリーズ・ユナイテッドFCを下すも、決勝戦でアストン・ヴィラFCに1-2で敗れ、プレミアリーグ昇格はならず。しかし、ボーグル自身は将来の有望株として注目を集めることになった。シーズン終了後ランパードは古巣のチェルシーFC監督に就任。翌2019-20シーズンは9位に終わった。
2020年9月7日、シェフィールド・ユナイテッドFCと契約。12月20日のブライトン・アンド・ホーヴ・アルビオンFC戦で、後半9分に交代で起用され、プレミアリーグデビュー。更にその10分後にはプレミアリーグ初ゴールまで決めた。
2024年7月20日、リーズ・ユナイテッドFCに4年契約で移籍した。

## 代表歴
2019年のトゥーロン国際大会に、U-20のイングランド代表として出場した。